# アントン・ボビョル
アントン・アナトーリエヴィチ・ボビョル(ロシア語: Антон Анатольевич Бобёр、1982年9月28日 - ）は、現ロシア・タタールスタン共和国、ナーベレジヌイェ・チェルヌイ出身の元サッカー選手。現役時代のポジションはMF。ロシア・プレミアリーグ移行後のクリリヤ・ソヴェトフ・サマーラにて最多出場記録を保持している。

## 来歴

### クラブ
1982年、現ロシア・タタールスタン共和国のナーベレジヌイェ・チェルヌイで生まれた。彼の父親はトゥルビーナ・ナーベレジヌイェ・チェルヌイで1977年から1980年までプレーしたサッカー選手であった。7歳時にKAMAZのユースに入団。最初のコーチはミハイル・シャバノフであった。1994年8月4日から14日までサマーラで開催されたジュニアリーグのトーナメントではボビョルが所属するKAMAZが決勝戦まで上り詰めた。結果は地元のサマレツが優勝してKAMAZは準優勝に終わった。対戦相手には後にクリリヤ・ソヴェトフ・サマーラでチームメートとなるアレクサンドル・アニュコフなどがいた。1995年のDFL(ジュニア・フットボール・リーグ)では5位(入賞)であったが、スーパーカップにおいては優勝を果たした。アントンは栄誉称号であるDFLスポーツマスターを受賞。コーチのミハイル・バシャノフはDFLの名誉コーチとなった。
1998年、2部リーグに所属していたKAMAZと契約。同年11月7日、最終節のFCアルセナル・トゥーラとの試合でフル出場してプロサッカー選手としてのデビューを飾ったが、チームは22位の最下位で3部リーグ(ヴォルガ)へ降格となった。1999年9月13日、FCメタルルグ・メチズニク(マグニトゴルスク)戦で初得点を記録。10月16日のFCディナモ・イジェフスク戦では2得点を挙げた。オフシーズンにロシア・プレミアリーグ所属のクリリヤ・ソヴェトフ・サマーラからオファーが届き移籍した。
2000年4月1日、第2節のFCロコモティフ・モスクワ戦でプレミアリーグデビューを果たした。そのシーズンには計7試合に出場。フル出場とはいかなかったものの、10月14日のFCゼニト・サンクトペテルブルク戦ではスタメンで出場した。2004年のシーズンはプレミアリーグで3位と躍進したが、アントンはサトゥルン・ラメンスコーエとのテストマッチで負傷して治療を受けたことから13試合1得点に留まった。2005年7月31日、第18節のFCトム・トムスク戦でプレミアリーグ通算100試合出場を達成した。
2006年シーズン終了後にクリリヤとの契約が切れ、クリリヤ側と契約延長の交渉が行われたが決まらなかった。2007年1月にFCモスクワと契約交渉をしたが、ディフェンダーで採用したいFCモスクワ側と条件で折り合いがつかず破談に終わり、後にクリリヤと2年契約した。2012年6月、プレミアリーグに昇格を果たしたFCモルドヴィア・サランスクに移籍をした。

### 代表
2002年3月27日、エストニア代表との試合でロシア代表デビューを飾った。

## 人物
既婚者でアリーナ夫人との間に子供が1人いる。